# The Best of Spandau Ballet
The Best of Spandau Ballet è una raccolta del gruppo inglese Spandau Ballet. È stato pubblicato nel 1991 dalla Chrysalis Records.

## Tracce
1. To Cut a Long Story Short
2. The Freeze
3. Musclebound
4. Chant No. 1 (I Dont Need This Pressure On)
5. Paint Me Down
6. She Loved Like Diamond
7. Instinction
8. Lifeline
9. Communication
10. True
11. Gold
12. Only When You Leave
13. I'll Fly For You
14. Highly Strung
15. Round and Round
16. Fight for Ourselves
17. Through the Barricades
18. How Many Lies
19. Raw
20. Be Free With Your Love